# Предраг Трајковић
Предраг Трајковић (Гњилане, 28. мај 1970 — Москва, 13. фебруар 2019) је шаховски велемајстор из Ниша.

## Биографија
Предраг Трајковић је 2005. стекао титулу међународног мајстора шаха а 2008. титулу ФИДЕ велемајстора. 
Трајковић је тренирао шаховску репрезентацију Бахама на три шаховске олимпијаде, почевши од шаховске олимпијаде 2014. године.